# Quận Jeff Davis, Georgia
Quận Jeff Davis là một quận trong tiểu bang Georgia, Hoa Kỳ. Quận lỵ đóng ở thành phố Hazlehurst.6 Theo điều tra dân số năm 2000 của Cục điều tra dân số Hoa Kỳ, quận có dân số 12.684 người 2. Năm 2007, ước tính dân số quận này là 13.291 người.. Quận được đặt tên theo tổng thống Hoa Kỳ Jefferson Davis.

## Địa lý

### Xa lộ
- U.S. Highway 23
- U.S. Highway 221
- U.S. Highway 341
- Georgia State Route 19
- Georgia State Route 27
- Georgia State Route 107
- Georgia State Route 268

### Quận giáp ranh
- Quận Wheeler (bắc)
- Quận Montgomery (bắc đông bắc)
- Quận Toombs (đông bắc)
- Quận Appling (đông)
- Quận Bacon (đông nam)
- Quận Coffee (tây nam)
- Quận Telfair (tây bắc)